# さが桜マラソン
さが桜マラソン（さがさくらマラソン）は、佐賀県佐賀市と神埼市で毎年春に開催されている市民参加型のマラソン大会。日本陸上競技連盟公認大会。

## 概要
佐賀市が最初に発足して100周年を迎えたのを記念し、1989年（平成元年）に第1回大会を開催。佐賀県総合運動場陸上競技場を発着点に、ハーフマラソン、10km走、5km走及びジョギングの4種目で実施。1997年（平成9年）にコースを全面変更した。
2012年（平成24年）大会の開会式で当時県知事だった古川康が翌年のフルマラソン化を宣言。準備期間わずか1年というスピードで、九州各県で唯一フルマラソン大会の無かった佐賀県初のフルマラソン大会となった。その際10km走、5km走およびジョギングを廃止し約10kmのファンランに切り替えられたが、こちらは陸連未公認コースとなっている。
開催時期はフルマラソン化して以降4月第1日曜に行われてきたが、温暖化の影響で開催時期には桜が散ってしまったり、全国でフルマラソン大会が乱立する状況となったこともあり、2017年（平成29年）からは3月第3日曜（19日）に繰り上げられた。
東京マラソンが2015年から導入したプログラム「RUN as ONE」による提携大会となっていて、この大会で一定の成績を残した陸連登録選手は翌年の東京マラソンに「準エリート」枠で出場するための推薦資格を得る。2017年では福岡県に該当する同様の大会が無く、佐賀県では他に鹿島祐徳ロードレースが大会として、この大会を主管する佐賀陸協とともに提携関係にある。
2020年（令和2年）の大会は、新型コロナウイルスの感染拡大に伴い中止。2021年・2022年も同様に中止となり、位置情報アプリを用いたオンラインによる開催となった。

## 運営
- 主催：佐賀県・佐賀市・神埼市・佐賀陸上競技協会・佐賀新聞社
- 主管：佐賀陸上競技協会

## コース
SAGAサンライズパーク前の国道263号を南に向かってスタートし、佐賀城公園を巡り再度国道263号に入り北上。佐賀県道48号佐賀外環状線を東に向かい神埼市に入ると吉野ヶ里歴史公園内を周回して西進、その後多布施川沿いを南に向かい、国道34号からSAGAサンライズパーク陸上競技場をゴールとする。コース全体の高低差が10mほどしかない国内屈指のフラットなコースが特徴で完走率も比較的高い。制限時間6時間30分。

## 結果

### フルマラソン

#### 男子
| 回 | 日付          | 優勝     | 所属                         | 記録          |
| -- | ------------- | -------- | ---------------------------- | ------------- |
| 1  | 2013年4月7日  | 鬼塚智徳 | 九電工佐賀支店               | 2時間21分51秒 |
| 2  | 2014年4月6日  | 川内優輝 | 埼玉県庁                     | 2時間13分02秒 |
| 3  | 2015年4月5日  | 福田将治 | 東ソー                       | 2時間22分29秒 |
| 4  | 2016年4月3日  | 豊永哲央 | 長府製作所                   | 2時間24分20秒 |
| 5  | 2017年3月19日 | 舒成富   | 貴州省（中国）               | 2時間23分18秒 |
| 6  | 2018年3月18日 | 稲冨智希 | 流通経済大学                 | 2時間25分09秒 |
| 7  | 2019年3月24日 | 溝田槙悟 | 戸上電機製作所               | 2時間20分07秒 |
| 8  | 2023年3月19日 | 川内優輝 | あいおいニッセイ同和損害保険 | 2時間11分32秒 |
| 9  | 2024年3月24日 | 山田祐生 | まるお製作所                 | 2時間21分47秒 |

#### 女子
| 回 | 日付          | 優勝       | 所属                           | 記録          |
| -- | ------------- | ---------- | ------------------------------ | ------------- |
| 1  | 2013年4月7日  | 吉冨博子   | F-DREAM                        | 2時間36分20秒 |
| 2  | 2014年4月6日  | 楊花       | 貴州省陸上競技チーム（中国）   | 2時間38分23秒 |
| 3  | 2015年4月5日  | 俵千香     | TEAM R×L（武田レッグウェアー） | 2時間50分04秒 |
| 4  | 2016年4月3日  | 俵千香     | TEAM R×L（武田レッグウェアー） | 2時間51分05秒 |
| 5  | 2017年3月19日 | 吉冨博子   | メモリード                     | 2時間41分07秒 |
| 6  | 2018年3月18日 | 吉冨博子   | メモリード                     | 2時間33分57秒 |
| 7  | 2019年3月24日 | 吉冨博子   | メモリード                     | 2時間42分11秒 |
| 8  | 2023年3月19日 | 須河内和実 | 福岡陸協                       | 2時間50分38秒 |
| 9  | 2024年3月24日 | 横田知佳   | 西部石油                       | 2時間49分33秒 |

## テレビ中継
佐賀県内のケーブルテレビに番組配信・インターネット接続支援を行う佐賀デジタルネットワークが番組を制作し、出資・回線接続する県内全てのケーブルテレビが「県民チャンネル」で中継放送する。中継担当社はぶんぶんテレビ。そのためか他県の市民マラソンと違い県内唯一の地上波テレビ局であるサガテレビでは中継されていない。